# 186 (szám)
A 186 (száznyolcvanhat) a 185 és 187 között található természetes szám.
A 186 szfenikus szám, mert három különböző prímszám szorzata.
Tizennégyszögszám és 63-szögszám.